# 롱아일랜드 전투

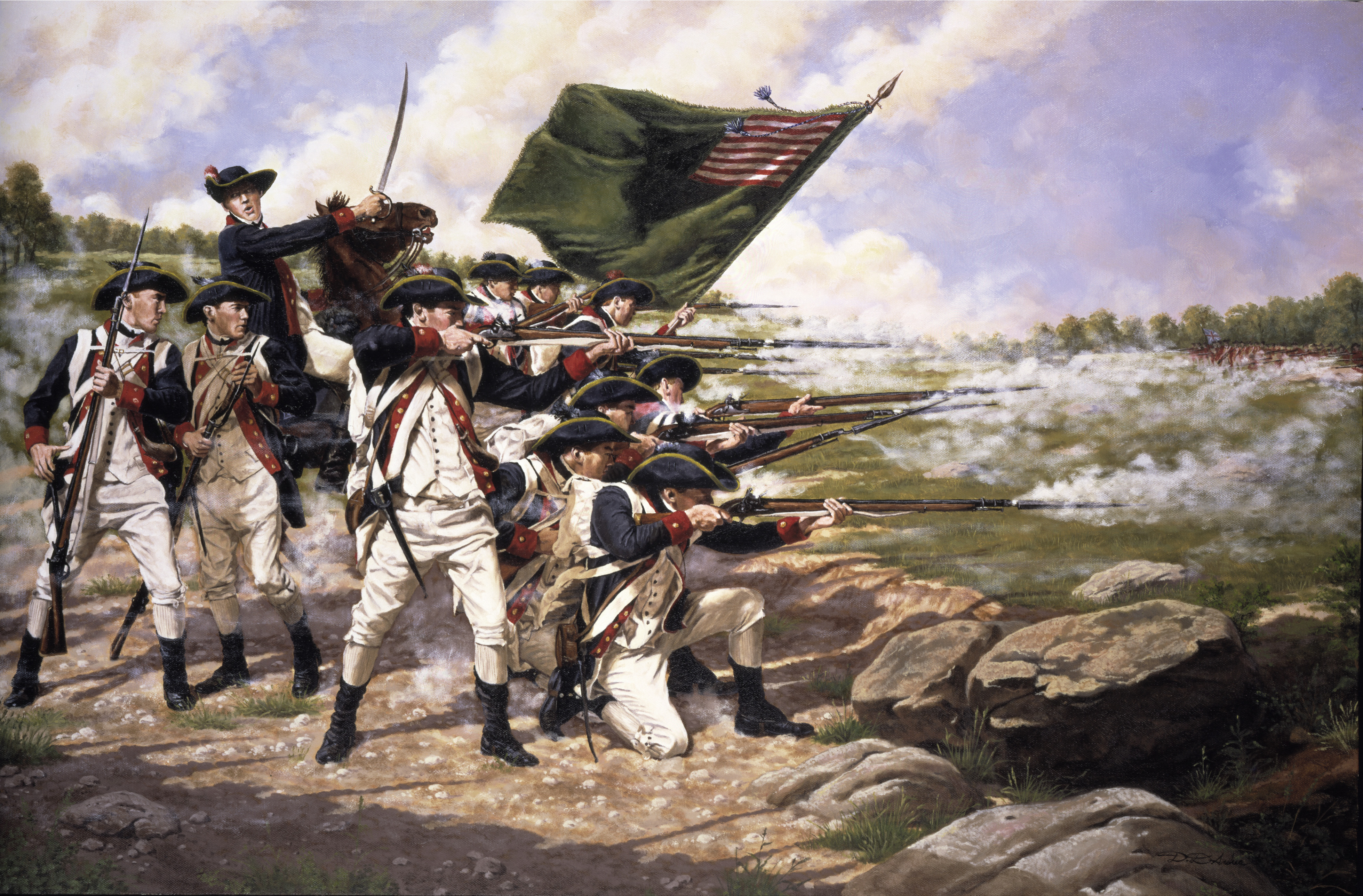

롱아일랜드 전투(Battle of Long Island) 또는 브루클린 전투(Battle of Brooklyn)는 1776년 8월 22일부터 8월 30일에 걸쳐 현재 뉴욕 브루클린을 주 전장으로한 미국 독립 전쟁의 주요 전투 중 하나이다. 미국 독립 선언에서 1개월 남짓 후이고 독립국 미국의 군대가 싸운 첫 전투가 되었다.

## 같이 보기
- 미국 독립 전쟁의 전투 목록
- 미국 독립 전쟁
- 뉴욕 뉴저지 전역